# Obszar ochrony ścisłej Czerwińskie Góry
Czerwińskie Góry – obszar ochrony ścisłej na terenie Kampinoskiego Parku Narodowego. Składa się z dwóch osobnych płatów o powierzchni: I – 20,38 ha, II – 19,58 ha. Został utworzony w 1977 roku w celu ochrony boru mieszanego i świeżego. Lasy te pokrywają Czerwińskie Góry – zachowane wydmy.
Bór mieszany tworzą tu: sosna zwyczajna, dąb szypułkowy i dąb bezszypułkowy, brzoza brodawkowata i osika. Wśród krzewów znaleźć można leszczynę, jarząb, głóg, kalinę. Oprócz tego w rezerwacie występują: borówka czernica, paproć orlica, konwalia majowa oraz storczykowate, w tym bardzo rzadki w Polsce kruszczyk rdzawoczerwony.